# Каре Сантос
Макарена Сантос и Торес (на испански: Macarena Santos i Torres) е каталонска испанска поетеса и писателка на бестселъри в жанра съвременен любовен роман. Пише на испански и каталонски под псевдонима Каре Сантос (на испански: Care Santos).

## Биография и творчество
Макарена Сантос и Торес е родена на 8 април 1970 г. в Матаро, Каталония, Испания. Още от малка пише и иска да бъде писателка. На 14 години печели първия си литературен конкурс. Завършва право и испанска филология в Университета на Барселона. След дипломирането си работи като журналист в „Diari de Barcelona“, а после в „ABC“ и „El Mundo“.
През 1995 г. е публикуван първият ѝ сборник с разкази „Cuentos cítricos“ (Цитросови истории), а през 1997 г. първият ѝ роман „El tango del perdedor“ (Танго за загубеняци).
Удостоена е с множество литературни награди за творчеството си.
Основател и президент в продължение на 8 години на Асоциацията на младите испански писатели. Член е на Асоциацията на писателите на хоръри. Литературен критик е към „El Mundo“.

## Произведения

### Самостоятелни романи
- El tango del perdedor (1997)
- Trigal con cuervos (1999)
- Aprender a huir (2002)
- El síndrome Bovary (2007)
- La muerte de Venus (2007)
- Hacia la luz (2008)
- El mejor lugar del mundo es aquí mismo (2008) – с Франсеск Миралес
Най-хубавото място на света е точно тук, изд.: „AMG Publishing“, София (2016), прев. Боряна Дукова
- Habitaciones cerradas (2011)
- Esta noche no hay luna llena (2012)
- El aire que respiras (2013)
- Deseo de chocolate (2014)
Барселона гореща като шоколад, изд.: „Smart Books“, София (2016), прев. Любка Славова
- Diamante azul (2015)
Синият диамант, изд.: „Smart Books“, София (2017), прев. Любка Славова
- Media vida (2017)

### Серия „Неразделни“ (Inseparables)
1. Cómo nos hicimos amigas (2004)
2. Sé tú misma (2004)
3. Ser feliz es fácil (2006)
4. Prohibido enamorarse (2005)
5. Dime la verdad (2006)
6. Cuenta hasta diez (2006)
7. Sorpresas a pares (2006)

### Серия „Еблус“ (Eblus)
1. El dueño de las sombras (2006)
2. Crypta (2010)
3. Sapere Aude (2016)

### Серия „Арканус“ (Arcanus)
12 книги за юноши

### Сборници
- Cuentos cítricos (1995)
- Intemperie (1996)
- Ciertos testimonios (1999)
- Solos (2000)
- Matar al padre (2004)
- Los que rugen (2009)

### Поезия
- Hiperestesia (1999)
- Disección (2007) – награда за поезия „Кармен Конде“

### Екранизации
- 2015 Habitaciones cerradas – ТВ минисериал, награда за сценарий